# یوشیا نیشیزاوا
یوشیا نیشیزاوا (ژاپنی: 西澤 代志也؛ زادهٔ ۱۳ ژوئن ۱۹۸۷) یک بازیکن فوتبال اهل ژاپن است.
از باشگاه‌هایی که در آن بازی کرده‌است می‌توان به باشگاه فوتبال اوراوا رد دیاموندز، باشگاه فوتبال تسپاکوستاسو گونما و باشگاه فوتبال توچیگی اشاره کرد.